# Czech Hockey Games 2010
Czech Hockey Games 2009 (september) spelades mellan den 3 och 6 september 2009 i Karlovy Vary, Tjeckien och Podolsk, Ryssland. Turneringen ingick i Euro Hockey Tour 2009/2010 och vanns av Ryssland före Tjeckien, Finland och Sverige.
Turneringen flyttades från sitt ordinarie spelschema för att inte krocka med den olympiska turnering 2010 i Vancouver i Kanada. Föregående säsongs turnering hade spelats mellan 16 och 19 april 2009. I Euro Hockey Tour 2010/2011 spelades Czech Hockey Games 2011 mellan 21 och 24 april 2011.

## Tabell
|          | S | V | VÖ | FÖ | F | GM | IM | P |
| -------- | - | - | -- | -- | - | -- | -- | - |
| Tjeckien | 3 | 2 | 1  | 0  | 0 | 10 | 4  | 8 |
| Ryssland | 3 | 1 | 0  | 2  | 0 | 8  | 9  | 5 |
| Finland  | 3 | 1 | 0  | 0  | 2 | 10 | 8  | 3 |
| Sverige  | 3 | 0 | 1  | 0  | 2 | 9  | 16 | 2 |

## Resultat
| 18:00 3 september 2009 | Ryssland | 3 − 4 STR (1−2, 2−3, 3−3, 0−0, 0−1) | Sverige | Podolsk Arena, Podolsk, Ryssland |

|  |                                                    |  |                                                             |  |  |
|  | Kozlov (19:26) Saprykin (22:02) Perezjogin (48:37) |  | (09:13) Harju (11:29) Omark (24:52) Harju (65:00) Weinhandl |  |  |

| 18:00 3 september 2009 | Tjeckien | 2 − 0 (0−0, 1−0, 1−0) | Finland | KV Arena, Karlovy Vary, Tjeckien |

|  |                                 |  |  | Åskådare: 4 533                        |                                        |
|  | Cervenka (04:46) Hudler (19:26) |  |  | Domare: Ravodin Olenin Pouzar Kalivoda | Domare: Ravodin Olenin Pouzar Kalivoda |

| 13:30 5 september 2009 | Ryssland | 3 − 2 (1−1, 1−0, 1−1) | Finland | KV Arena, Karlovy Vary, Tjeckien |

|  |  |  |  |  |  |
|  |  |  |  |  |  |

| 17:00 5 september 2009 | Tjeckien | 5 − 2 (1−1, 3−0, 1−1) | Sverige | KV Arena, Karlovy Vary, Tjeckien |

|  |  |  |  |  |  |
|  |  |  |  |  |  |

| 14:00 6 september 2009 | Sverige | 3 − 8 (1−4, 1−0, 1−4) | Finland | KV Arena, Karlovy Vary, Tjeckien |

|  |  |  |  |  |  |
|  |  |  |  |  |  |

| 17:30 6 september 2009 | Tjeckien | 3 − 2 STR (1−1, 0−1, 1−0, 0−0, 1−0) | Ryssland | KV Arena, Karlovy Vary, Tjeckien |

|  |  |  |  |  |  |
|  |  |  |  |  |  |

### Fotnoter
1. ↑  Stefan Persson (6 september 2009). ”Fiasko av Tre Kronor”. Sportbladet. http://www.aftonbladet.se/sportbladet/hockey/landslag/trekronor/article11985625.ab. Läst 20 januari 2016.